# Kapliczne Wzgórze (Muszkowice)
Kapliczne Wzgórze – wzniesienie (265 m n.p.m.) w południowo-zachodniej Polsce, na Wysoczyźnie Ziębickiej we Wzgórzach Strzelińskich. 
Według ukształtowania terenu nie jest to wzgórze a grzbiet górski.

## Zagospodarowanie szczytu
W pobliżu szczytu stoi barokowa kapliczka pw. św. Anny z 1707 r. Przed kapliczką znajduje się polana, na której powstała kalwaria złożona z kapliczek i krzyży z XVIII w. i XIX w.

## Szlaki turystyczne
Ząbkowice Śląskie - Bobolice - Cierniowa Kopa - Zameczny Potok - Muszkowicki Las Bukowy - Kapliczne Wzgórze - Muszkowice - Henryków - Raczyce - Witostowice - Nowolesie - Nowoleska Kopa - Kalinka - Nowina - Dzierzkowa - Siemisławice - Przeworno – Krzywina – Garnczarek – Skrzyżowanie pod Dębem – Biały Kościół

## Źródła
- geoportal.gov.pl